# Spansk hålrotsfjäril
Spansk hålrotsfjäril, Zerynthia rumina, är en ljust gul fjäril med svarta teckningar och röda fläckar, denna art är mycket lik sydlig hålrotsfjäril, men skiljs på att spansk hålrotsfjäril även (oftast) har röda fläckar på framvingen. Spansk hålrotsfjäril tillhör familjen riddarfjärilar.

## Habitat och utbredning
Arten ses i de flesta biotoper, allt från steniga sluttningar till trädgårdar, men troligt vanligast vid kustnära bergsområden.
På höjder upp till 2100 m ö.h., beroende på område.
Den spanska hålrotsfjärilen har en utbredning som täcker de sydvästra delarna av Västra palearktis, detta innefattar: nästan hela Iberiska halvön, södra Frankrike, västra delarna av Italien, norra delarna av Atlasbergen - ända bort till Tunisien.

## Utseende
Denna art är mycket lik sydlig hålrotsfjäril, ljusgula ovansidor, med svarta fläckar och även röda fläckar. 
Skillnaden mellan spansk hålrotsfjäril och sydlig hålrotsfjäril är att denna har två större röda fläckar i framvingens diskfält samt fyra (tre) röda fläckar i band, i det mittre framhörnet. Den har även (vanligtvis) en röd fläck på framvingens bakkant. Bakvingens bakkant har inte alls lika djupa vågor som hos sydlig hålrotsfjäril, fast båda arterna har röda fläckar i dess mörka bakkanter, dock så är fläckarna större hos denna art. 
Könen är väldigt lika, men skiljer sig i storlek (honan är större), samt även i färgsättning och kroppsform. Honan har något mindre röda fläckar, samt bredare bakkropp.

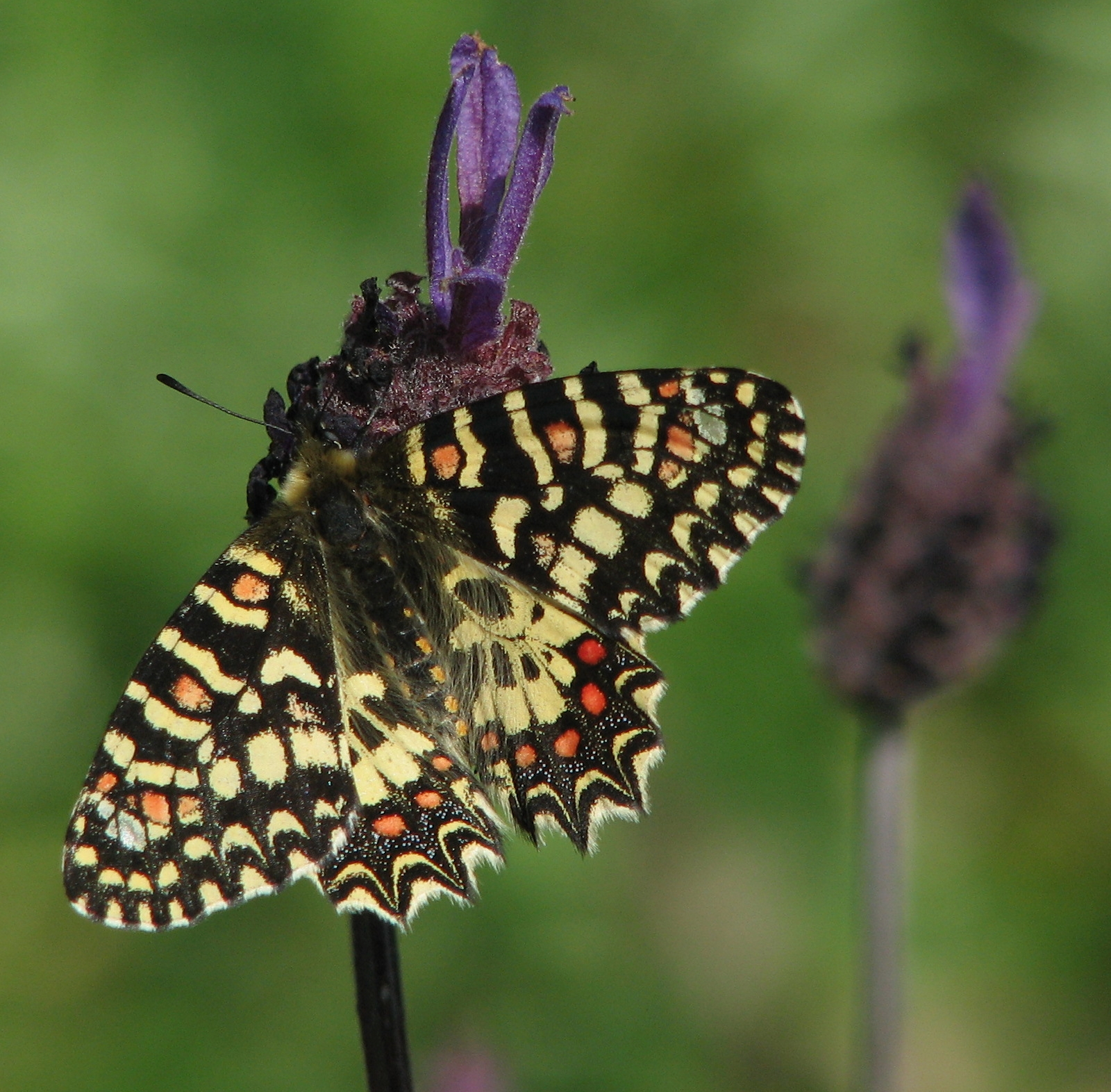
Vuxen, trolig hona.
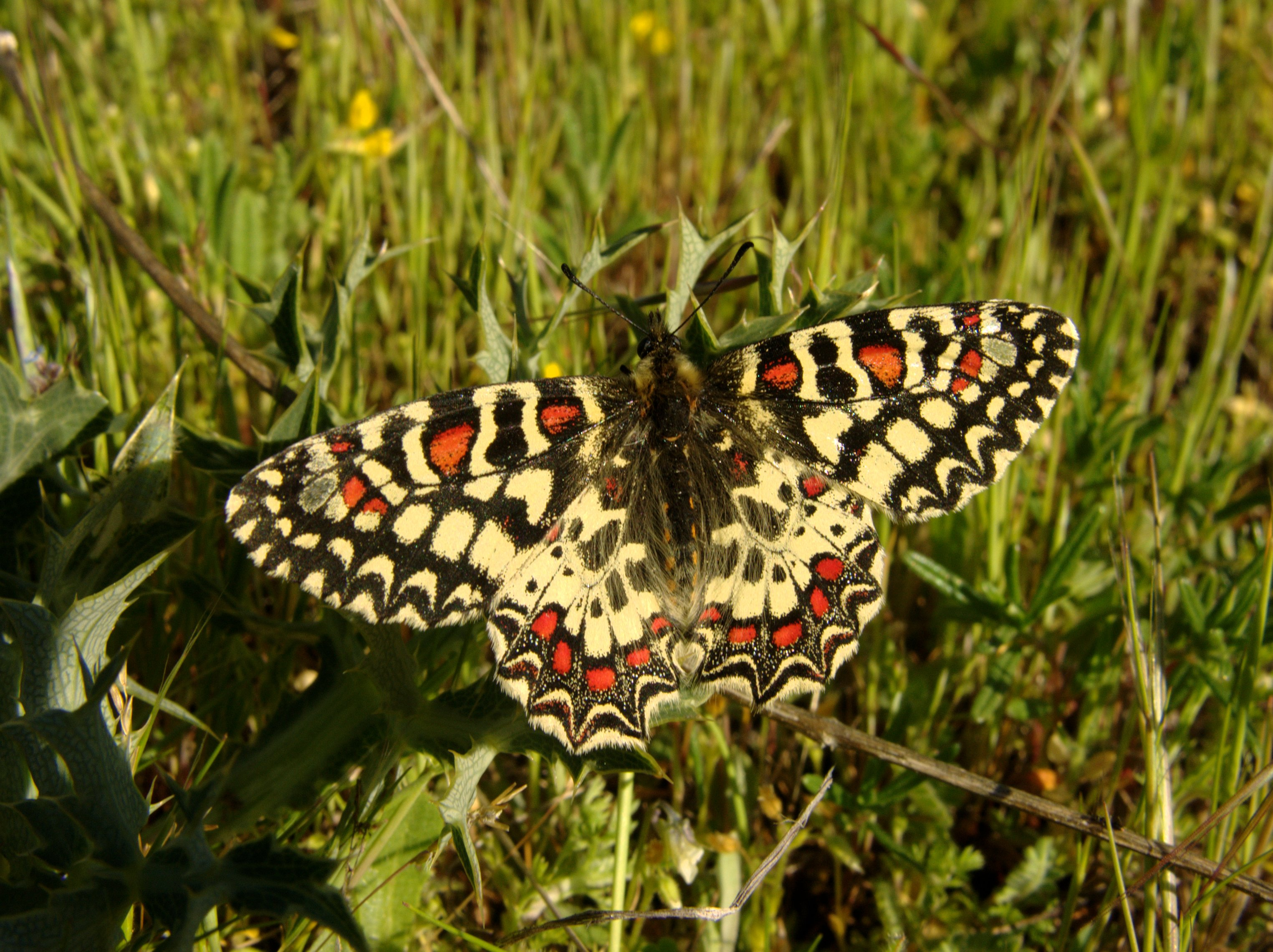
Vuxen, trolig hane.

### Underarter
- ssp. cantabricae
- ssp. cassandra: södra Frankrike och västra Italien.
- ssp. cassiliana
- ssp. castalinia
- ssp. medisicate
- ssp. rumina
- ssp. tarrieri [3]

### Former
- f. africana: mestadels i Marocko, Stichel, 1907.
- f. canteneri: en vanligare form hos honor. Väldigt ovanlig hos hanar.
- f. honoratii: lokal utbredning i regionen Digne, Frankrike.
- f. medesicaste: Hoffmannsegg, lokal utbredning i södra Frankrike.[2]

## Levnadssätt
Som de andra fjärilarna är dennes liv uppdelat i fyra stadier: ägg, larv, puppa och imago (vuxen fjäril).

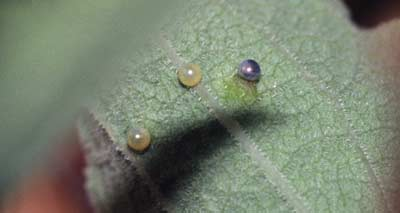
Ägg

Spansk hålrotsfjäril flyger normalt sett bara i en generation, mellan mars och maj, vilket resulterar i att dessa individer har övervintrat i form av en puppa. Den har dock setts i en andra generation under perioden augusti-oktober i södra Spanien och norra Afrika.

### Reproduktion
Honan lägger äggen antingen ensamma eller tillsammans i smärre grupper, på löv.

### Värdväxter
Värdväxterna tillhör alla släktet Aristolochia.
- Värdväxter i Nordafrika 
  - Aristolochia longa paucinervis
  - Aristolochia fontanesi
  - Aristolochia rotunda
- Värdväxter i Europa
  - Aristolochia pistolochia
  - Aristolochia rotunda
  - Aristolochia longa
  - Aristolochia baetica